# Y'all

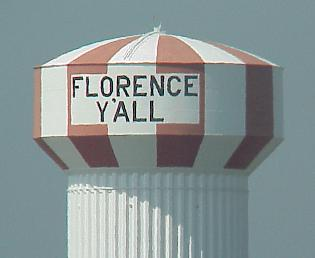
Водонапірна вежа Florence Y'all у Флоренс, Кентуккі; слова були нанесені у 1974 році

Y'all (/jɑːl/, також /jɔːl/, англ. ви всі) — це слово в англійській мові, яке є результатом злиття слів you та all. Y'all вживають як займенник другої особи множини в англійській мові на півдні США, з якою його найчастіше асоціюють, хоча слово також з’являється в деяких інших різновидах англійської мови, включаючи афроамериканську англійську та англійську мову південноафриканських індійців. Зазвичай слово вживають як займенник другої особи множини, але питання про те, чи є слово виключно множиною, є предметом постійних дискусій.

## Історія
Y'all — це скорочення від you all (англ. ви всі). Вжиття you all у значенні займенника другої особи множини вперше було зафіксовано у письмових згадках 1824 року. Перші два засвідчення використання слова y'all у письмі датуються 1856 роком і в журналі Southern Literary Messenger (опублікованому в Ричмонді, штат Вірджинія) у 1858 році. Хоча слово спорадично з’являлося у друкованих виданнях у другій половині дев’ятнадцятого століття на півдні Сполучених Штатів, ужиток цього слова не був загальним регіональним явищем на півдні до двадцятого століття.
Невідомо, чи почали його використовувати саме чорні чи білі жителі Півдня, але і ті, й інші використовують цей термін сьогодні; одна з теорій полягає в тому, що це слово було привезене шотландсько-ірландськими іммігрантами на південь США, утворившись від раннього ольстерсько-шотландського терміну ye aw. Альтернативна теорія полягає в тому, що y'all є калькою з мови ґалла та карибської креольської мови через попередні діалекти афроамериканської англійської мови. Однак більшість лінгвістів погоджуються, що y'all — це, ймовірно, оригінальна форма слова, яка походить від певних процесів граматичних і морфологічних змін, і не безпосередньо запозиченою з будь-яких інших англійських діалектів.
Правопис y'all є найпоширенішим у друкованих виданнях, він зустрічається удесятеро частіше, ніж ya'll; набагато менш поширені варіанти написання включають yall, yawl і yo-all.

## Лінгвістика
Причину появу y'all можна простежити до злиття займенників другої особи в однині ("thou") і множині ("ye") у ранній сучасній англійській мові. Y'all, таким чином, заповнює прогалину, утворену відсутністю окремого займенника другої особи множини в стандартній сучасній англійській мові.
Використання y'all може задовольняти кілька граматичних функцій, включаючи асоціативну множину, збірний займенник, інституційний займенник і невизначений займенник.
У деяких випадках y'all може служити «засобом встановлення тону для вираження фамільярності та солідарності». Якщо слово y'all вживається в однині, воно може передати почуття тепла до адресата. Цим вживання y'all в однині відрізняється від французької, української чи німецької, де форми множини використовують для формальних випадків однини.

### Ужиток в однині
Існує історична розбіжність щодо того, чи є y'all переважно чи виключно множиною, дебати ведуться з кінця дев’ятнадцятого століття і до сьогодення. Хоча деякі жителі півдня вважають, що y'all має вживатися виключно як займенник множини, інші докази свідчать про те, що слово може вживатися також в однині, особливо серед людей, які проживають за межами півдня США.

## Регіональний ужиток

### Сполучені Штати Америки
Y'all називають «можливо, найвиразнішою з усіх граматичних характеристик» англійської мови півдня США, а також її найвидатнішою характеристикою. Лінгвіст Уолт Вольфрам і професор англійської мови Джеффрі Різер написали: «Жодне слово в словнику американської англійської мови, мабуть, не має такої регіональної важливості». Люди, які переїжджають на південь з інших регіонів, часто переймають це слово, навіть якщо вони не переймають інших регіональних звичаїв. За межами півдня Сполучених Штатів y'all найбільше пов’язаний з англійською мовою афроамериканців. Афроамериканці взяли з собою певні південні звичаї під час переселення з півдня в міста на північному сході Сполучених Штатів та інші регіони країни в ХХ столітті.
Використання y'all як основного займенника другої особи множини не обов’язково є універсальним на півдні Сполучених Штатів. У деяких діалектах Озаркс і Грейт-Смокі-Маунтінс, наприклад, зазвичай можна почути, що замість y'all вживається you'uns (скорочення від «you ones»). Інші форми також все частіше вживаються на Півдні, включно з you guys (англ. ви хлопці).
Опитування, проведене в 1996 році, показало, що 49% жителів не з півдня і 84% жителів півдня США вживали в розмові слова y'all або you-all.

### ПАР
У Південній Африці y'all з’являється в усіх різновидах англійської мови південноафриканських індійців. Схожість зі словом y'all у Сполучених Штатах може бути випадковою.

### Решта світу
Y'all з'являється в інших діалектах англійської мови, включаючи англійську мову маорі в Новій Зеландії та діалекти островів Св. Єлени, Трістан-да-Кунья, Ньюфаундленду та Лабрадору.